# Buczynowy Przechód
Buczynowy Przechód – niewielka przełączka w południowo-wschodniej grzędzie Małej Buczynowej Turni w polskich Tatrach Wysokich. Grzęda ta opada z północno-zachodniego wierzchołka, na całej swojej długości tworząc orograficznie prawe zbocza Szerokiego Żlebu Buczynowego i dolną część zachodnich zboczy Dolinki Buczynowej. Buczynowy Przechód znajduje się w niej na wysokości około 1958 m. Do Dolinki Buczynowej opada z niego łatwy do przejścia żleb, do Szerokiego Żlebu Buczynowego łatwe zbocze. Buczynowy Przechód jest jedynym łatwym do osiągnięcia miejscem w całej południowo-wschodniej grzędzie Małej Buczynowej Turni. Kilkanaście metrów na południowy wschód od tego przechodu w grzędzie wznosi się Buczynowa Kopka.
Nazwę przełączce nadał Władysław Cywiński w 18 tomie przewodnika „Tatry”. Buczynowy Przechód znajduje się poza szlakami turystycznymi, ma jednak znaczenie dla taterników, znajduje się bowiem w rejonie udostępnionym do wspinaczki skalnej i prowadzą przez niego drogi wspinaczkowe:
- Południowo-wschodnią grzędą; II stopień trudności w skali tatrzańskiej, czas przejścia 1 1/2 godz.,
- Żlebem Buczynowego Przechodu i górną częścią grzędy południowo-wschodniej; 0, 1 godz.